# داویت صافاریان (هنرپیشه)
داویت سورنی صافاریان (ارمنی: Դավիթ Սուրենի Սաֆարյան؛ انگلیسی: David Safarian; ‏۲۲ دسامبر ۱۹۵۲ – ) یک بازیگر، کارگردان و فیلم‌نامه‌نویس اهل ارمنستان بود. وی از سال ۱۹۷۵ میلادی فعالیت می‌کند.

## زندگی‌نامه
وی در ۲۲ دسامبر ۱۹۵۲ در ایروان به دنیا آمد 

## گزیده فیلمشناسی
از فیلم‌ها یا برنامه‌های تلویزیونی که وی در آن نقش داشته‌است می‌توان به خون (۱۹۹۰) اشاره کرد.